# Conflicto de sangre
Conflicto de sangre o La viuda indomable (en italiano Un fatto di sangue nel comune di Sculiana fra due uomini per causa di una vedova — si sospettano moventi politici. Amore–Morte–Shimmy. Lugano belle. Tarantelle. Tarallucci e vino, recortado a Fatto di sangue fra due uomini per causa di una vedova — si sospettano moventi politici, distribuida en inglés con el título Blood feud) es una película italiana de suspenso dirigida y escrita por Lina Wertmüller, protagonizada por Sofia Loren, Marcello Mastroianni y Giancarlo Giannini, estrenada en 1978.
La película se centra en el triángulo amoroso entre dos hombres y una mujer en Sicilia, previo al inicio de la Segunda Guerra Mundial. Tiene el récord Guinness a la película con el título más largo, con un total de 179 caracteres, incluyendo la puntuación.

## Argumento
Titina Paternó queda viuda después de que la mafia siciliana asesine a su marido. Conoce a dos hombres: Rosario Maria, un abogado socialista, y Nicky, primo de su marido que la visita al enterarse de la noticia. Consciente de su influencia sobre ellos, Titina los usa para vengarse del alcalde fascista que ordenó la muerte de su marido.

## Reparto
- Sofia Loren - Titina Paternó
- Marcello Mastroianni - Rosario Maria Spallone
- Giancarlo Giannini - Nicola Sanmichele, 'Nick'
- Turi Ferro - Vito Acicatena
- Mario Scarpetta - Tonino
- Isa Danieli - Emigrante